# 776. п. н. е.

## Догађаји
- Одржане прве античке Олимпијске игре.